# Harry Swinney
Harry L. Swinney, né le 10 avril 1939 à Opelousas en Louisiane, est un physicien américain, connu pour ses contributions dans le domaine de la dynamique non linéaire.

## Biographie
Harry Swinney est diplômé du Rhodes College de Memphis en 1961 et obtient son doctorat de l'Université Johns-Hopkins en 1968.
Il entre à l'Université du Texas à Austin en 1978 au sein de laquelle il est désormais directeur du centre de dynamique non linéaire.

## Travaux
Harry Swinney est un des pionniers dans l'étude de la théorie du chaos, et il a joué un rôle de premier plan dans l'étude de la dynamique non linéaire au cours des 40 dernières années.

## Distinctions
- 1977 : Membre de la Société américaine de physique
- 1992 : Membre de l'Académie américaine des sciences
- 1995 : Prix de dynamique des fluides (Fluid Dynamics Prize) de la Société américaine de physique[2]
- 2002 : Docteur honoris causa de Rhodes College
- 2007 : Prix Jurgen Moser de la Society for Industrial and Applied Mathematics[3]
- 2008 : Docteur honoris causa de l'Université hébraïque de Jérusalem[4]
- 2010 : Docteur honoris causa de l'Université de Buenos Aires[5]
- 2012 : Médaille Lewis-Fry-Richardson[6]
- 2013 : First experimentalist to win the Boltzmann medal